# جیمی تاترو
جیمی تاترو (انگلیسی: Jimmy Tatro؛ زادهٔ ۱۶ فوریهٔ ۱۹۹۲) نویسنده، هنرپیشه، بازیگر سینما، و فیلم‌نامه‌نویس اهل ایالات متحده آمریکا است. وی از سال ۲۰۱۱ میلادی تاکنون مشغول فعالیت بوده‌است.
از فیلم‌ها یا برنامه‌های تلویزیونی که وی در آن نقش داشته‌است می‌توان به بزرگ‌شده‌ها ۲، خیابان جامپ شماره ۲۲، و تخریبگر آمریکایی اشاره کرد.